# 刺激性

GHSラベル 急性毒性（低毒性）
皮膚腐食性・刺激性、眼に対する重篤な損傷・眼刺激性

GHSラベル 腐食性物質
金属腐食のおそれ、皮膚腐食性・刺激性、眼に対する重篤な損傷・眼刺激性

欧州連合で使用されるDirective 67/548/EECのラベル
刺激性Irritant (Xi)

刺激性（しげきせい）とは、化学物質などが触覚などに刺激（痛みや灼熱感）を与える性質の事である。

## 刺激性試験
意識のある状態で拘束したウサギの皮膚または眼に対し、試験物質を0.5mLまたは0.5gを適用して4時間の放置を行う過程を含むドレイズ試験などがある。
OECDテストガイドライン（刺激性テストの一覧）
OECDテストガイドラインにおける刺激性テストの一覧を下記に示す。
- TG404：急性皮膚刺激性／腐食性
- TG405：急性眼刺激性／腐食性
- TG430：In vitro皮膚腐食性：経皮電気抵抗試験 (TER)
- TG431：In vitro皮膚腐食性：ヒト皮膚モデル試験
- TG435：皮膚腐食性評価のためのin vitro膜バリア試験法
- TG437：眼腐食性および強度刺激性物質を同定するためのウシ角膜を用いる混濁度および透過性試験法
- TG437：i) 眼に対する重篤な損傷性を引き起こす化学品、およびii) 眼刺激性または眼に対する重篤な損傷性に分類する必要のない化学品を同定するための、ウシ角膜を用いる混濁度および透過性試験法
- TG438：眼腐食性および強度刺激性物質を同定するためのニワトリ摘出眼球を用いる試験法
- TG438：i) 眼に対する重篤な損傷性を引き起こす化学品、およびii) 眼刺激性または眼に対する重篤な損傷性に分類する必要のない化学品を同定するための、ニワトリ摘出眼球を用いる試験法
- TG439：In vitro皮膚刺激性：再生ヒト表皮試験法
- TG439：In vitro皮膚刺激性：再構築ヒト表皮試験法
- TG460：眼腐食性物質および眼に対する重篤な刺激性物質を同定するためのフルオレセイン漏出試験法

代用法
動物実験への批判もあり、代替案が提案されているものもある。

### 評価
試験結果は、化学物質、医薬品、化粧品の安全性の判断に使われ、刺激性が有る物には各種表示が行われる。
- GHSラベル：急性毒性（低毒性）、腐食性物質
- リスクフレーズ：R36: 眼に刺激性がある。R37: 呼吸器系に刺激性がある。R38: 皮膚に刺激性がある。